# Tour Part-Dieu
Tour Part-Dieu je mrakodrap nacházející se v Lyonu.
Jeho dřívější název byl Tour du Crédit Lyonnais. Budova je vysoká 165 metrů, má 45 pater a byla dokončena v roce 1977. Je to devátá nejvyšší budova ve Francii. Posledních deset pater zaujímá Radisson SAS Hotel Lyon a zbytek pater jsou kanceláře.